# Cultura della Polonia medievale

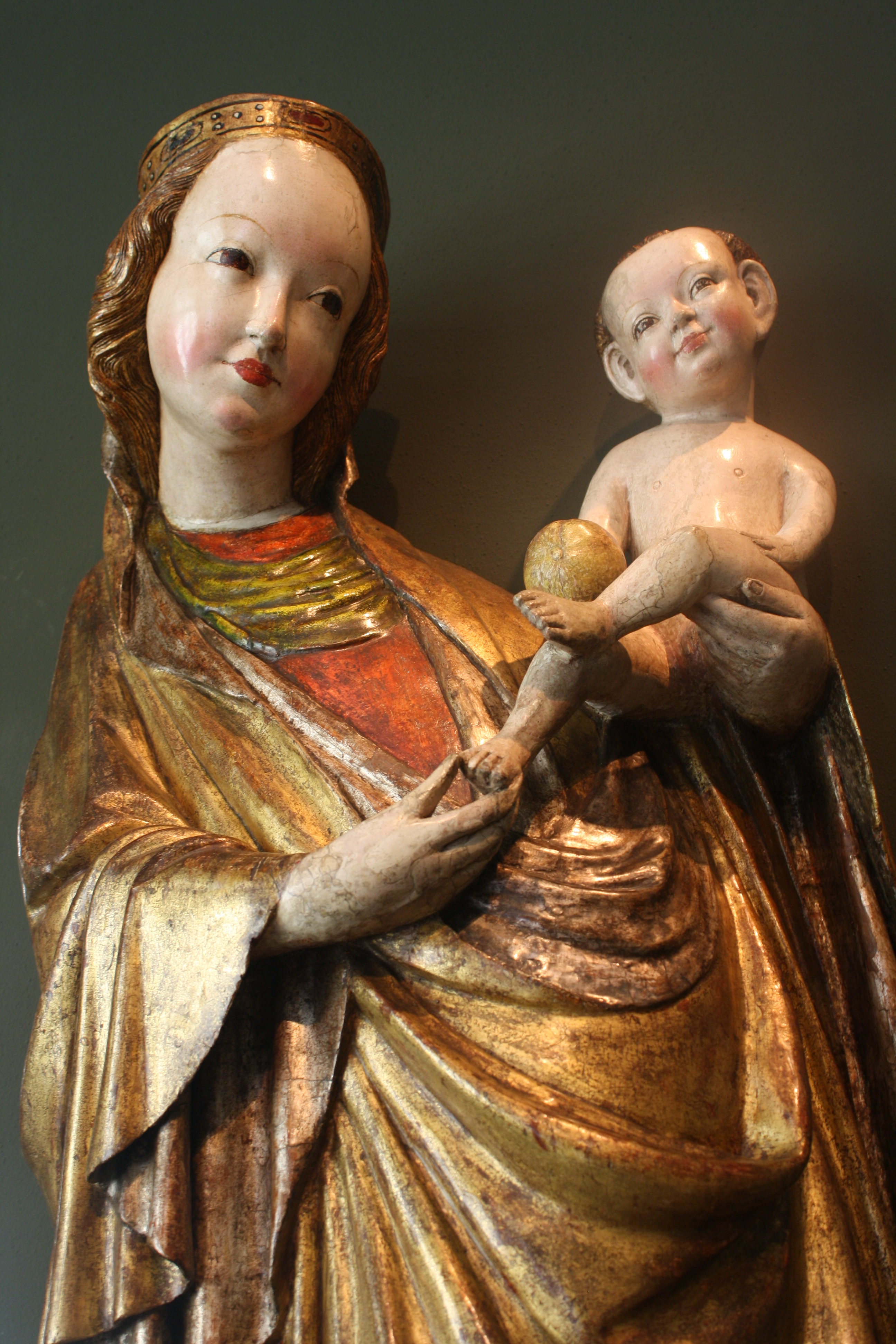
Madonna di Krużlowa

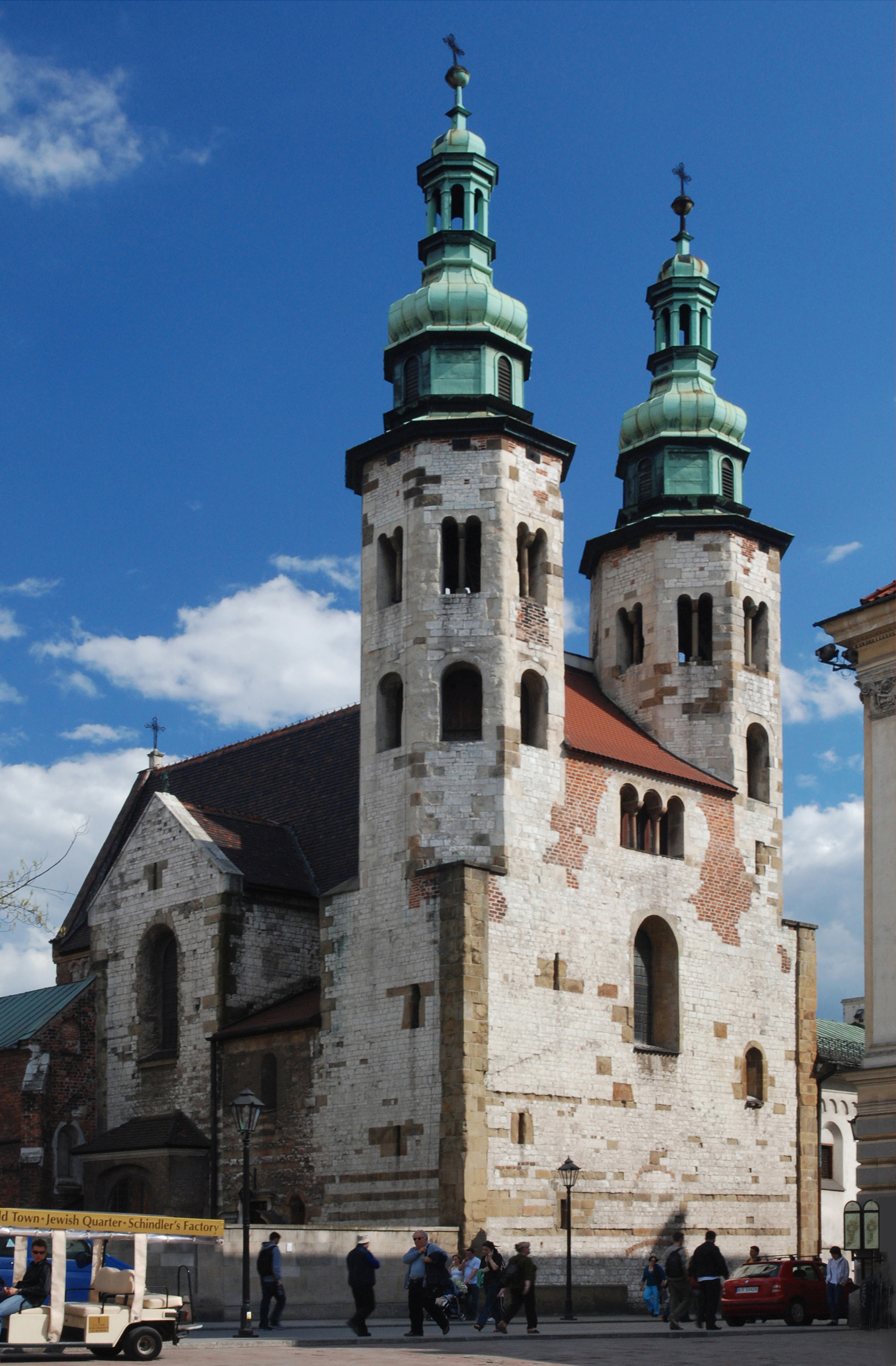
Chiesa di Sant'Andrea (Cracovia)

La cultura della Polonia medievale fu strettamente legata alla Chiesa cattolica e al suo coinvolgimento negli affari del paese, specialmente durante i primi secoli della storia dello stato polacco. Molti dei più antichi usi e manufatti polacchi risalgono al Medioevo, che in Polonia durò dalla fine del X alla fine del XV secolo e fu seguito dal Rinascimento polacco.

## Primi secoli (X-XII)
La cristianizzazione del Regno di Polonia (battesimo di Polonia) condusse, come nel resto d'Europa, alla sostituzione della precedente cultura pagana dei Polani, basata sulla mitologia slava, con la nuova cultura cristiana che si affermò nel Regno di Polonia sotto la dinastia Piast. Intorno al XII secolo, la Chiesa polacca contava circa mille parrocchie raggruppate in otto diocesi.

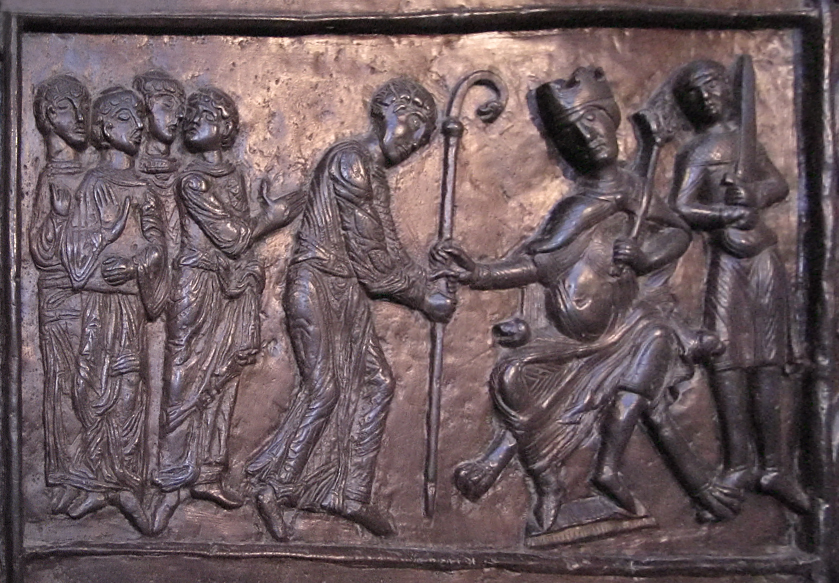
Adalberto diventa vescovo, dettaglio delle Porte di Gniezno, 1175

I nuovi usi si diffusero mentre la Chiesa agiva anche come sistema educativo dello stato. La Chiesa gestiva scuole basate sul sistema latino del trivio (grammatica, retorica, dialettica) e del quadrivio (matematica, geometria, astronomia e musica) ed era aiutata da vari ordini religiosi che stabilirono monasteri in tutta la campagna. Verso la fine del XIII secolo, esistevano oltre 300 monasteri in Polonia, che diffondevano il Cattolicesimo e le tradizioni occidentali: per esempio, i primi monasteri benedettini costruiti nell'XI secolo a Tyniec e Lubin diffusero nuove tecniche agricole e industriali occidentali.
Un altro potente strumento impiegato dalla Chiesa era l'abilità nella scrittura. La Chiesa aveva la conoscenza e la capacità per fare pergamene, e gli scribi crearono e copiarono manoscritti e fondarono biblioteche. Così i primi esempi di letteratura polacca erano in latino. Tra di essi vi erano i Vangeli di Gniezno e Płock, il Codex aureus e il Codex aureus Pultovienpsis, che risalgono intorno alla fine dell'XI secolo. Altri esempi notevoli dei primi libri polacchi includono il Messale latino del vescovo Ciołek e il Graduale di Olbracht. Sono inoltre famose le cronache di Gallus Anonymus e Vincenzo Kadłubek.
Sebbene la musica etnica non sia scomparsa durante questo periodo, si sa relativamente poco della prima musica polacca. Venivano usati strumenti musicali, comunemente fatti a mano (ad es., violini, lire, liuti, zither e corno). Le corali gregoriane e la musica monodica apparvero nelle chiese e nei monasteri alla fine dell'XI secolo.
Anche l'architettura della Polonia fu trasformata. Sono sopravvissuti oltre cento edifici che fanno da testamento alla popolarità del nuovo, monumentale stile dell'architettura romanica. Lo stile fu influenzato da Colonia, particolarmente nella fase iniziale. Tra quegli edifici vi sono la Cripta di San Leonardo sulla Collina del Wawel a Cracovia e la Cattedrale di Płock, costruite nel 1144. Molte chiese simili di quell'era, solitamente rotonde e quadrate con absidi semicircolari, si possono trovare in tutta la Polonia, in città come Ostrów Lednicki o Giecz. Un altro esempio è la Chiesa di San Jacopo a Sandomierz, fondata nel 1226 da Iwo Odrowąż e costruita da San Giacinto Odrowąż (il suo campanile tuttavia fu costruito nel primo stile gotico nel XIV secolo). Nella Cattedrale di Gniezno vi è un importante esempio di arte romanica, le porte bronzee di Gniezno (circa 1175). Esse sono riconosciute come il primo importante esempio di arte polacca con un tema nazionale. Il loro rilievo raffigura diciotto scene della vita e della morte di Sant'Adalberto di Praga.

## Ultimi secoli (XIII-XV)
Dal XIII secolo in poi la cultura della Polonia fu sempre più influenzata da forze diverse dalla Chiesa, via via che le istituzioni non ecclesiastiche cominciarono ad acquistare importanza. Il XIV secolo vide anche l'importante transizione dalla dinastia Piast alla dinastia Jagellonica. Le scuole preparavano i loro studenti per carriere non solo nel sacerdozio, ma anche nel diritto, nella diplomazia e nell'amministrazione. L'Accademia di Cracovia (secoli più tardi rinominata Università Jagellonica), una delle più antiche università del mondo, fu fondata nel 1364. Il diritto polacco cominciò a svilupparsi quando i testi giuridici registrarono le leggi nelle cancellerie reali. Anche la scienza polacca si sviluppò, quando opere di studiosi polacchi divennero conosciute all'estero. Esempi notevoli di testi accademici polacchi discussi in Europa occidentale includono una cronaca di papi e imperatori di Martino Polono e il trattato sull'ottica di Witelo. Verso la fine del XIV secolo, oltre 18.000 studenti erano stati educati all'Accademia di Cracovia. Le facoltà di astronomia, diritto e teologia vantavano eminenti studenti, ad esempio, Stanisław di Skalbmierz, Paweł Włodkowic, Giovanni di Glogovia e Wojciech di Brudzew. Niccolò Copernico (Mikołaj Kopernik) sviluppò nuove teorie astronomiche, determinando un cambiamento rivoluzionario nella percezione contemporanea dell'universo.
Anche i legami tra la Polonia e gli altri paesi aumentarono, via via che i futuri studenti andavano all'estero all'Università di Padova, all'Università di Parigi e in altre rinomate accademie europee. Questo fenomeno fu rafforzato da altre tendenze simili, in quanto i Polacchi viaggiavano all'estero e gli stranieri visitavano la Polonia. Le corti reali e ducali, attraverso missioni diplomatiche e matrimoni incrociati per formare alleanze, assorbirono le influenze culturali straniere. I contatti tra la corte reale polacca e quelle dei paesi vicini – Ungheria, Boemia, gli stati italiani, Francia e gli stati tedeschi – aumentarono con il tempo. La Polonia fu interessata anche dal processo di colonizzazione tedesca (Ostsiedlung). Quando i coloni tedeschi emigrarono ad est, portarono varie conoscenze e usanze (ad esempio il diritto di Magdeburgo). I Tedeschi spesso si stabilirono nelle città, e così la cultura urbana polacca diventò simile a quella dell'Europa occidentale. La cultura polacca, influenzata dall'Occidente, si irradiò a sua volta verso est, una delle principali conseguenze essendo l'Unione polacco-lituana. 

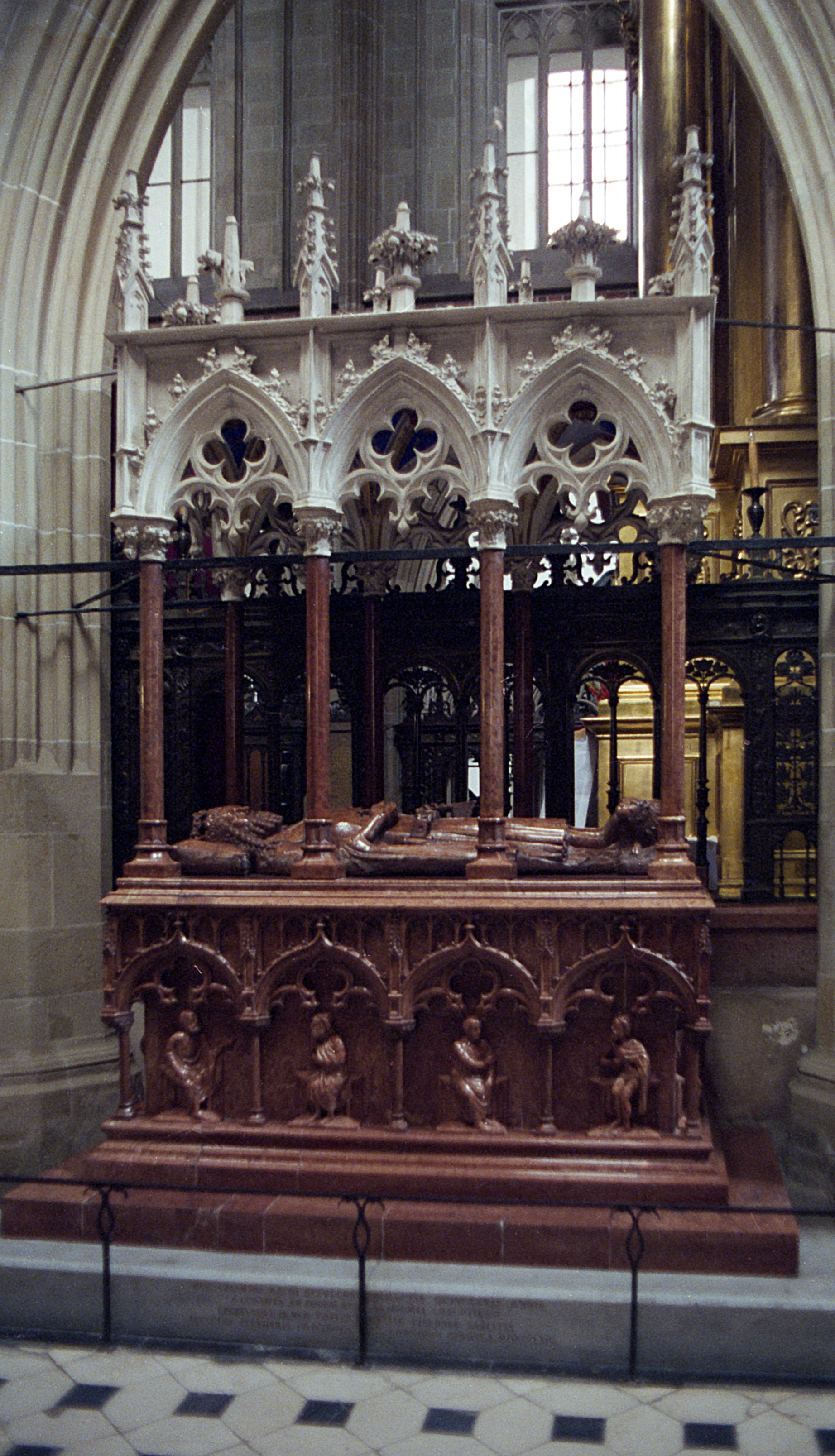
Sarcofago di Casimiro il Grande nella Cattedrale del Wawel

Come in Occidente, l'architettura gotica acquistò popolarità in Polonia, per la maggior parte a causa della crescente influenza e ricchezza della Chiesa e delle città, che divennero le principali promotrici di questo nuovo stile. Abbinato al significativo sviluppo economico che avvenne durante il regno di Casimiro III il Grande, questo produsse una rilevante trasformazione del paesaggio polacco, in quanto centinaia di edifici gotici sorsero in tutto il paese. Le cattedrali di Cracovia, Breslavia, Gniezno e Poznań furono costruite o ricostruite nel nuovo stile, come lo furono centinaia di basiliche e di chiese, come la Chiesa di Santa Maria a Cracovia e la Chiesa collegiata a Sandomierz. Anche gli edifici gotici secolari come i municipi diventarono numerosi, per esempio nelle nuove città di Kazimierz e di Wiślica. Casimiro investì anche nel miglioramento delle difese. Furono erette mura e altre fortificazioni nelle città e castelli in posizione isolata. Casimiro ordinò infatti la costruzione di almeno 40 nuovi castelli, che sorvegliavano strategicamente vitali aree e linee di comunicazione (erano così numerosi che oggi in Polonia c'è un Sentiero dei Nidi d'aquila che unisce le varie fortezze). L'Accademia di Cracovia ricevette la sua sede, il Collegium Maius (Collegio Maggiore).

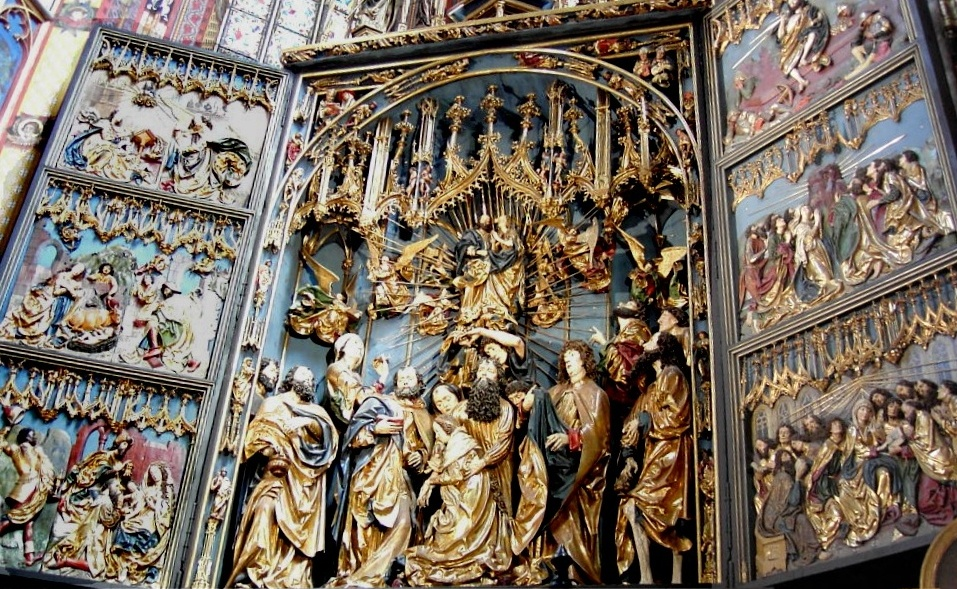
Altare gotico di Veit Stoss

L'architettura non fu l'unico campo delle arti che esplose a quel tempo. Il patronato di individui ricchi e influenti, dai re fino alla nobiltà, come pure di ecclesiastici e patrizi cittadini, permise a vari artisti di creare dei capolavori. Per esempio, Gregorio di Sanok, arcivescovo di Leopoli, lui stesso poeta, sostenne numerosi studiosi e scrittori, come Filippo Callimaco di Toscana, che divenne tutore dei figli di re Casimiro e professore all'Università Jagellonica. I palazzi furono adornati con oggetti d'oro e d'argento, dipinti, finestre con vetrate, sculture di pietra e di legno e tessuti. I monumenti notevoli includono il sarcofago di Casimiro il Grande nella Cattedrale del Wawel, l'altare della Chiesa di Santa Caterina a Cracovia di Mikolaj Haberschrack, le vetrate delle finestre della Chiesa di San Nicola a Toruń, il reliquiario della testa di San Stanislao e la casula della beneficenza di Piotr Kmita. Anche l'arte bizantina esercitò la sua influenza, rappresentata negli affreschi della Cappella della Trinità a Lublino, mentre quella dell'arte italiana è ben evidente nel monastero francescano a Cracovia. Uno dei più grandi esempi di arte gotica in Polonia furono le opere di Veit Stoss (Wit Stwosz), che giunse da Norimberga a Cracovia nel 1477, restando là fino alla sua morte venti anni più tardi. Il suo altare di legno, con centinaia di piccole figurine, è stato descritto come "una delle realizzazioni di coronamento della scultura medievale".
Le origini della musica polacca possono essere fatte risalire fino al XIII secolo. Manoscritti di quel periodo sono stati trovati a Stary Sącz, contenenti composizioni polifoniche relative alla Scuola parigina di Notre Dame. Furono creati canti liturgici e canonici, inni e carole. Altre composizioni iniziali, come la melodia di Bogurodzica, possono anch'esse essere fatte risalire a questo periodo. Uno dei più notevoli compositori polacchi fu Mikołaj Radomski, autore di musica polifonica. Egli visse nel XIV secolo e trascorse gran parte della sua vita alla corte di re Ladislao II di Polonia.

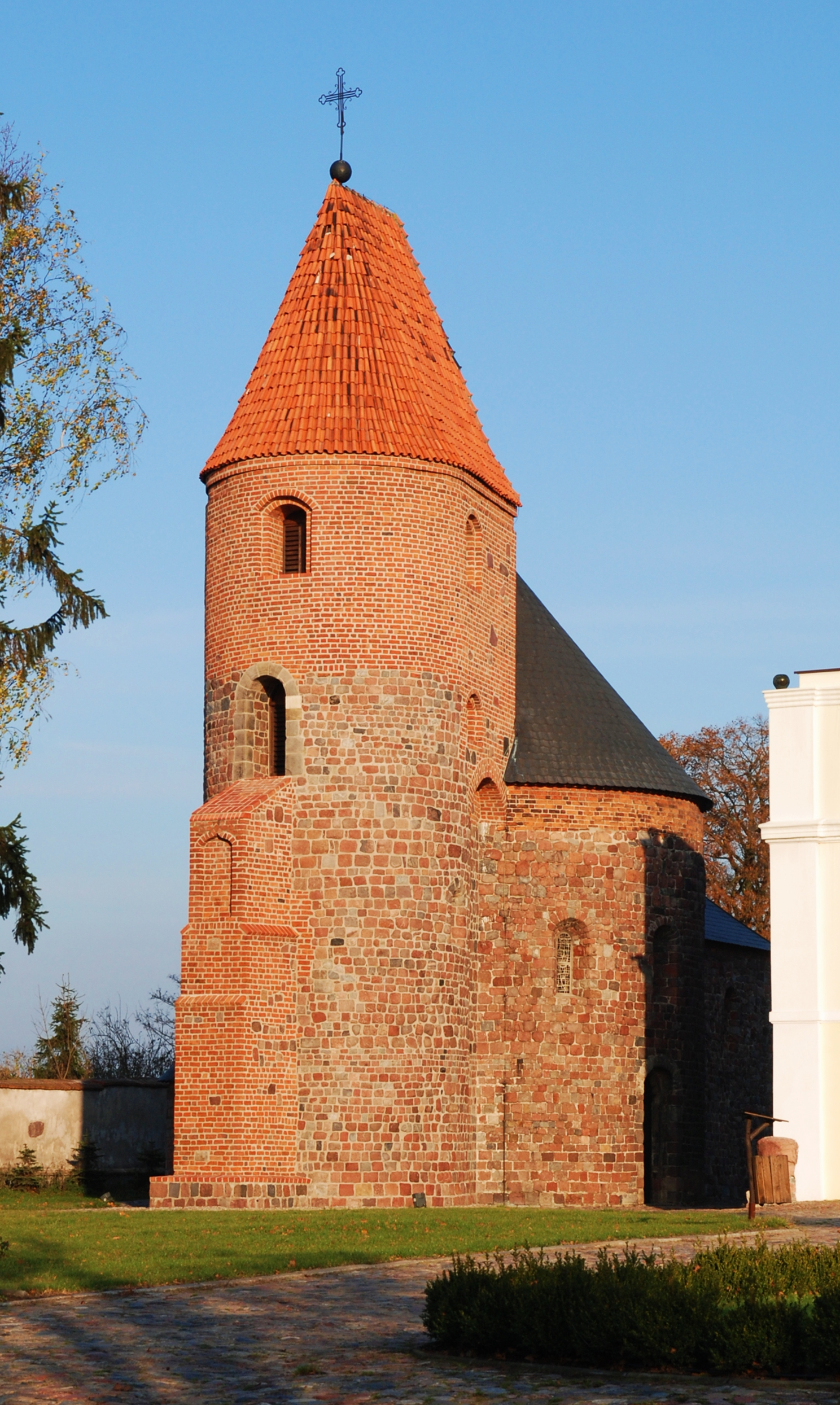
Rotonda di San Procopio a Strzelno, 1133
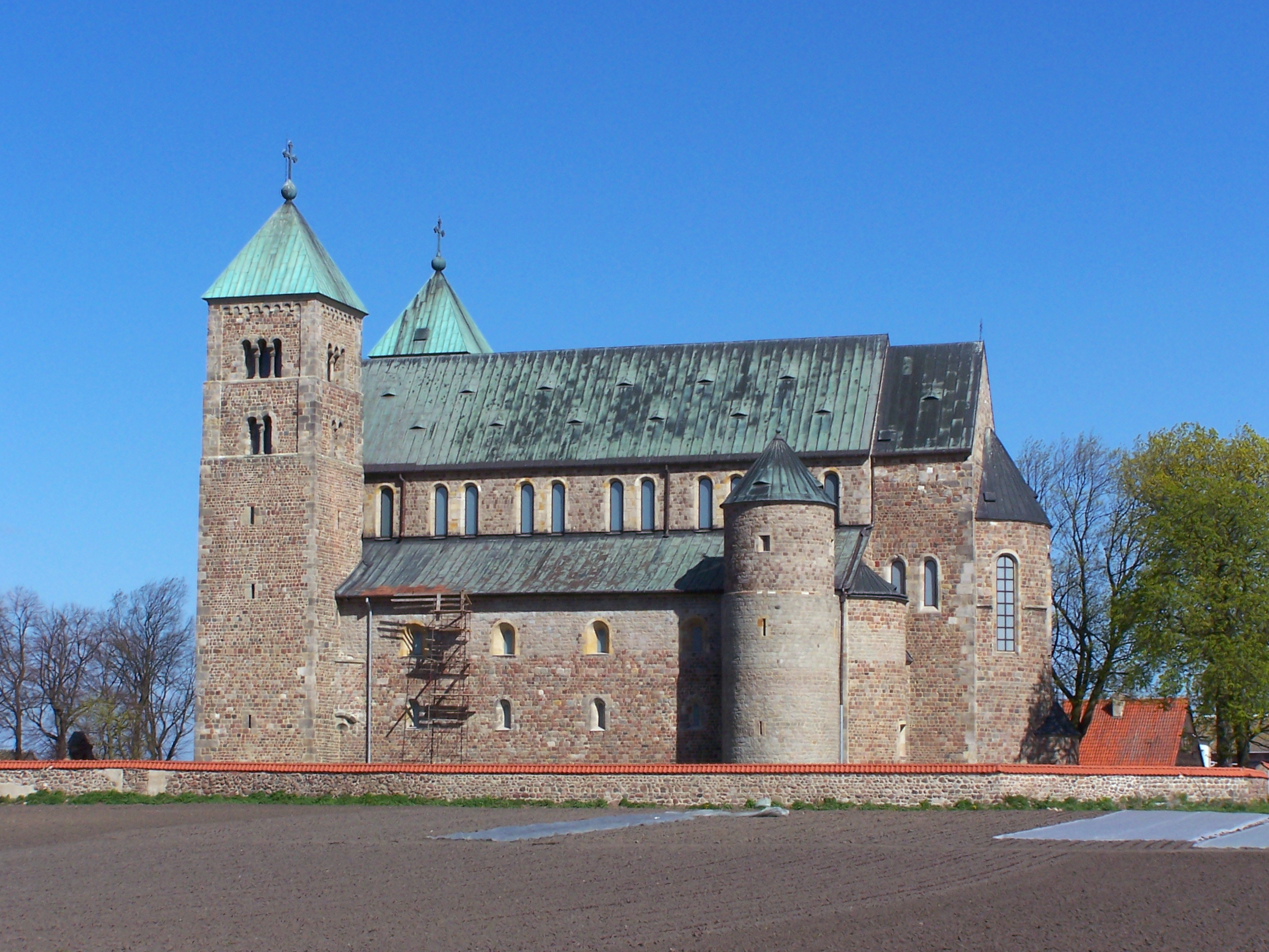
Chiesa collegiata di Tum, 1140-1161
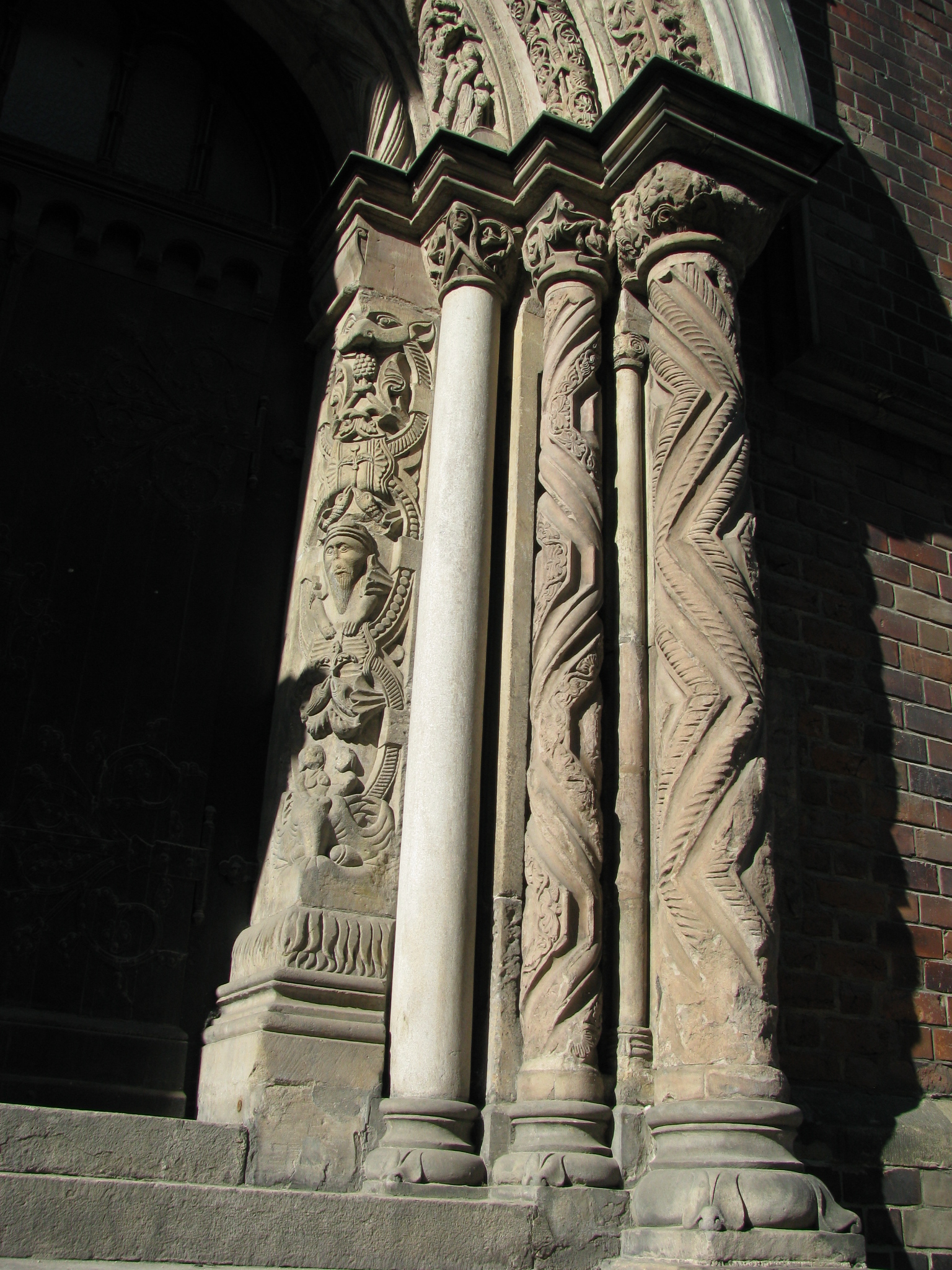
Monastero di Ołbin, Breslavia
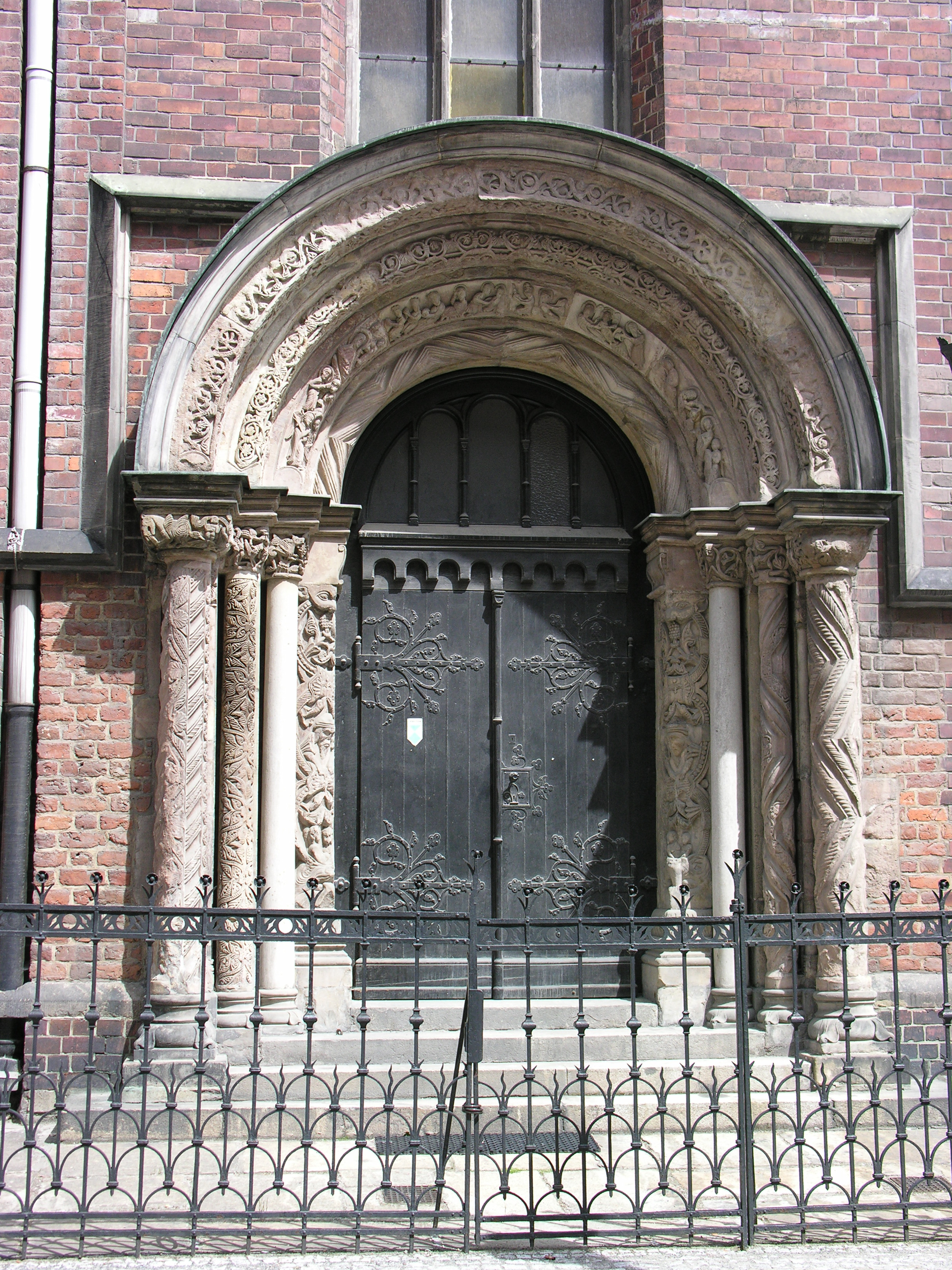
Monastero di Ołbin, Breslavia
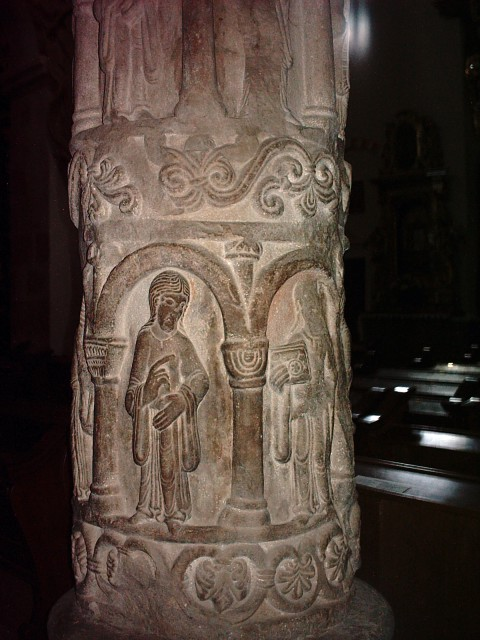
Colonna romanica con personificazioni delle virtù nella Chiesa della Santa Trinità a Strzelno, XII secolo
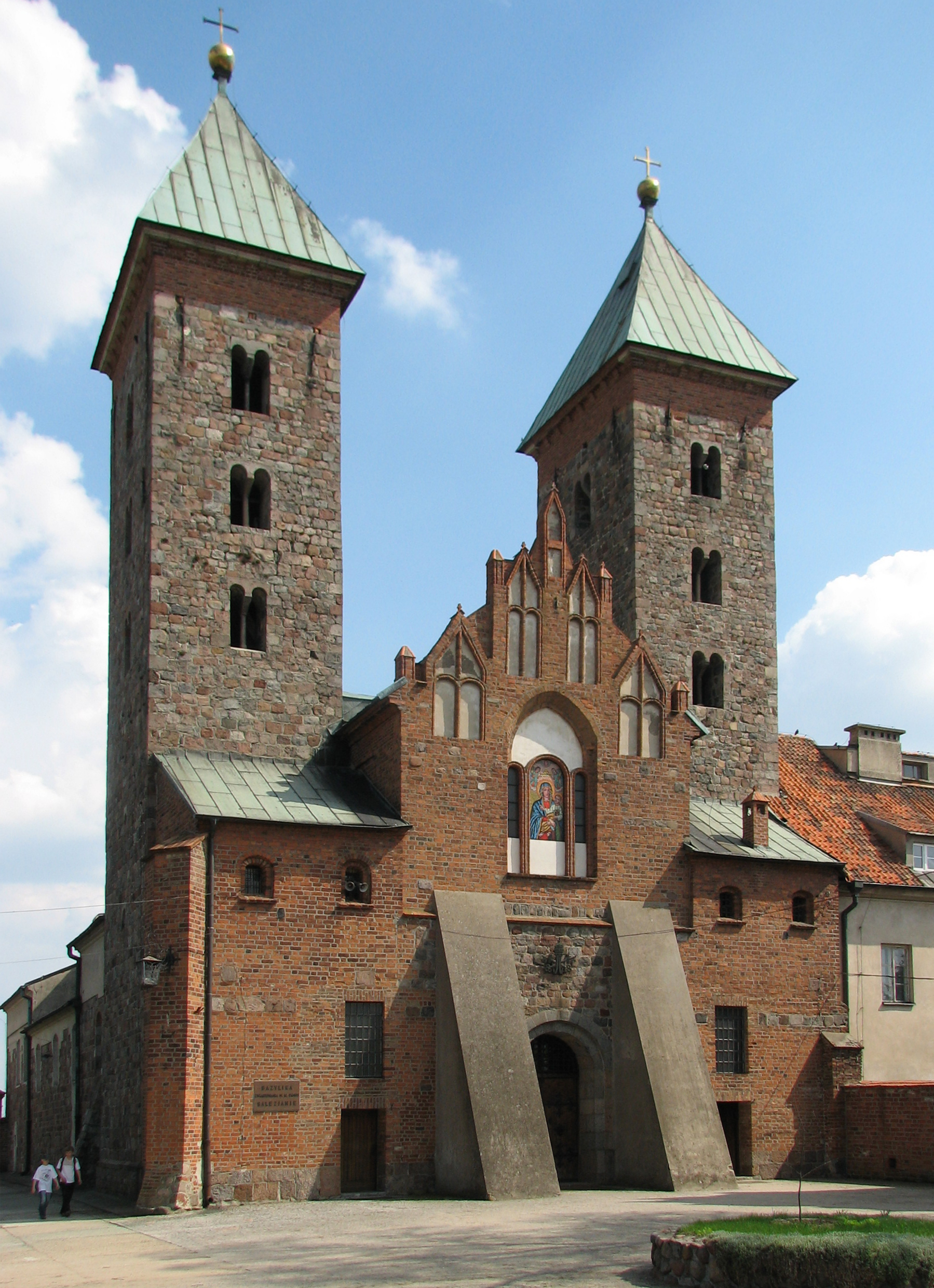
Czerwińsk nad Wisłą
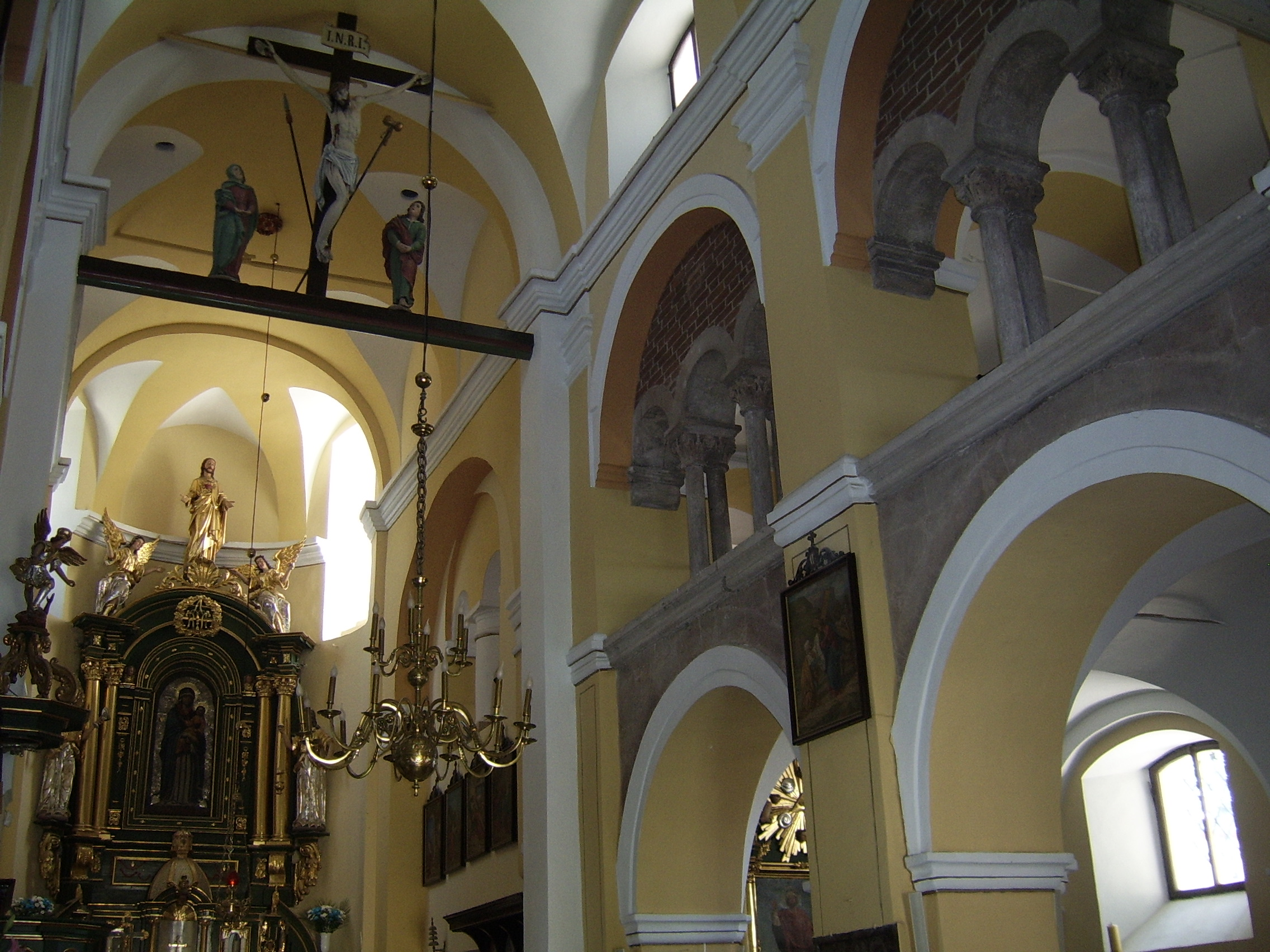
Chiesa di Sant'Adalberto (Św. Wojciech, in polacco) a Kościelec, 1231
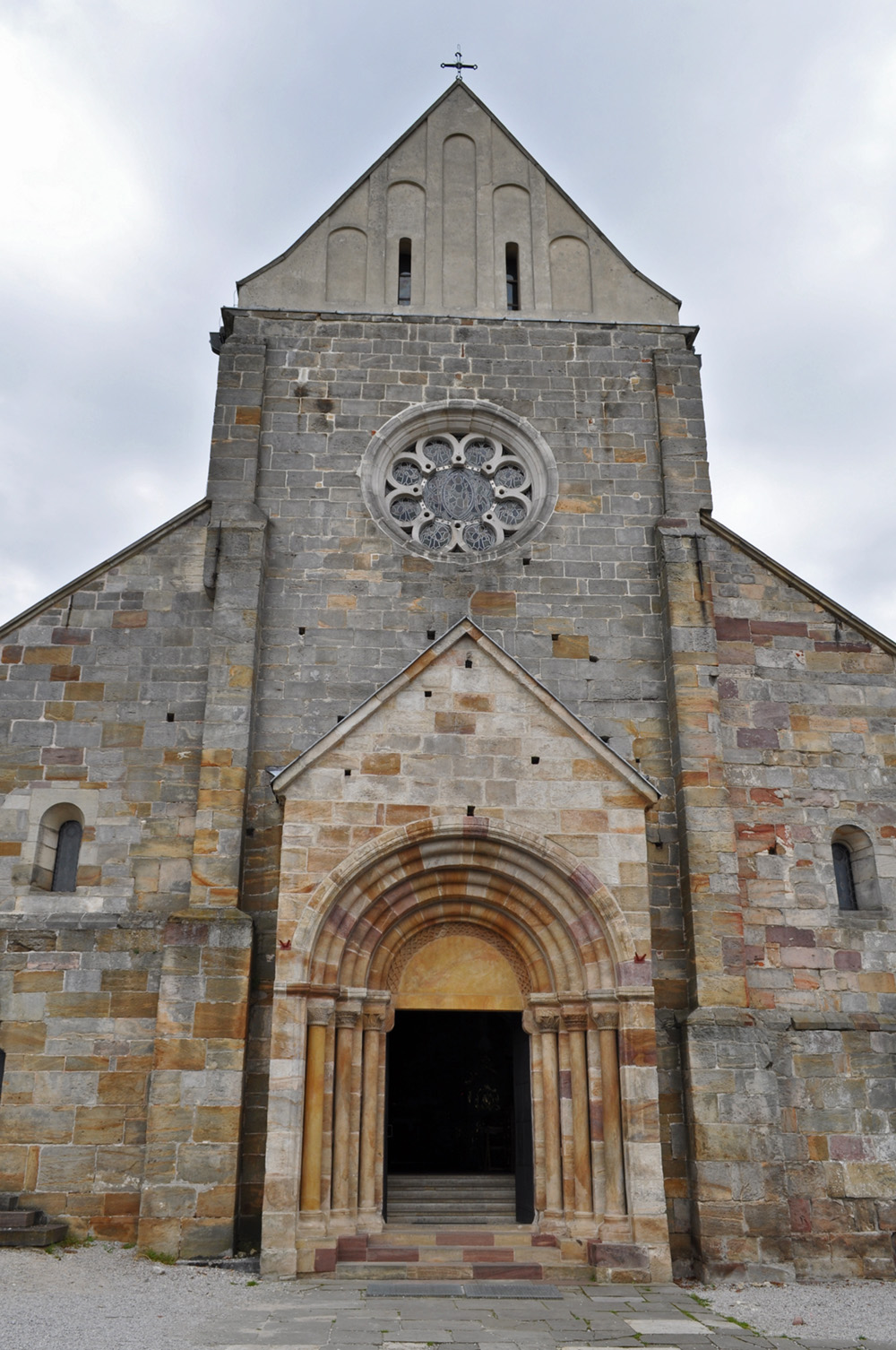
Abbazia di Sulejów, 1232
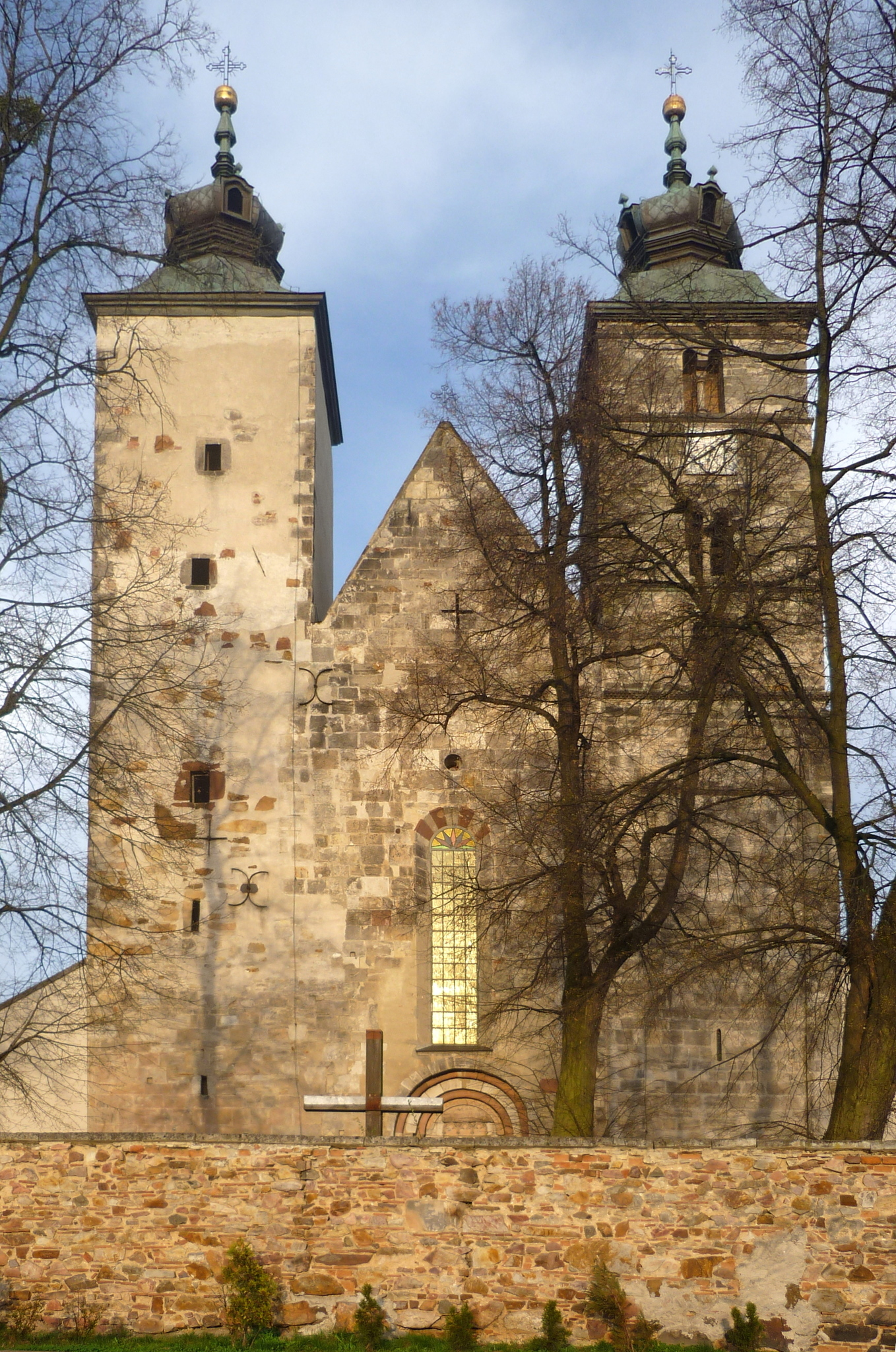
Chiesa collegiata di Santa Maria (Opatów), 1206
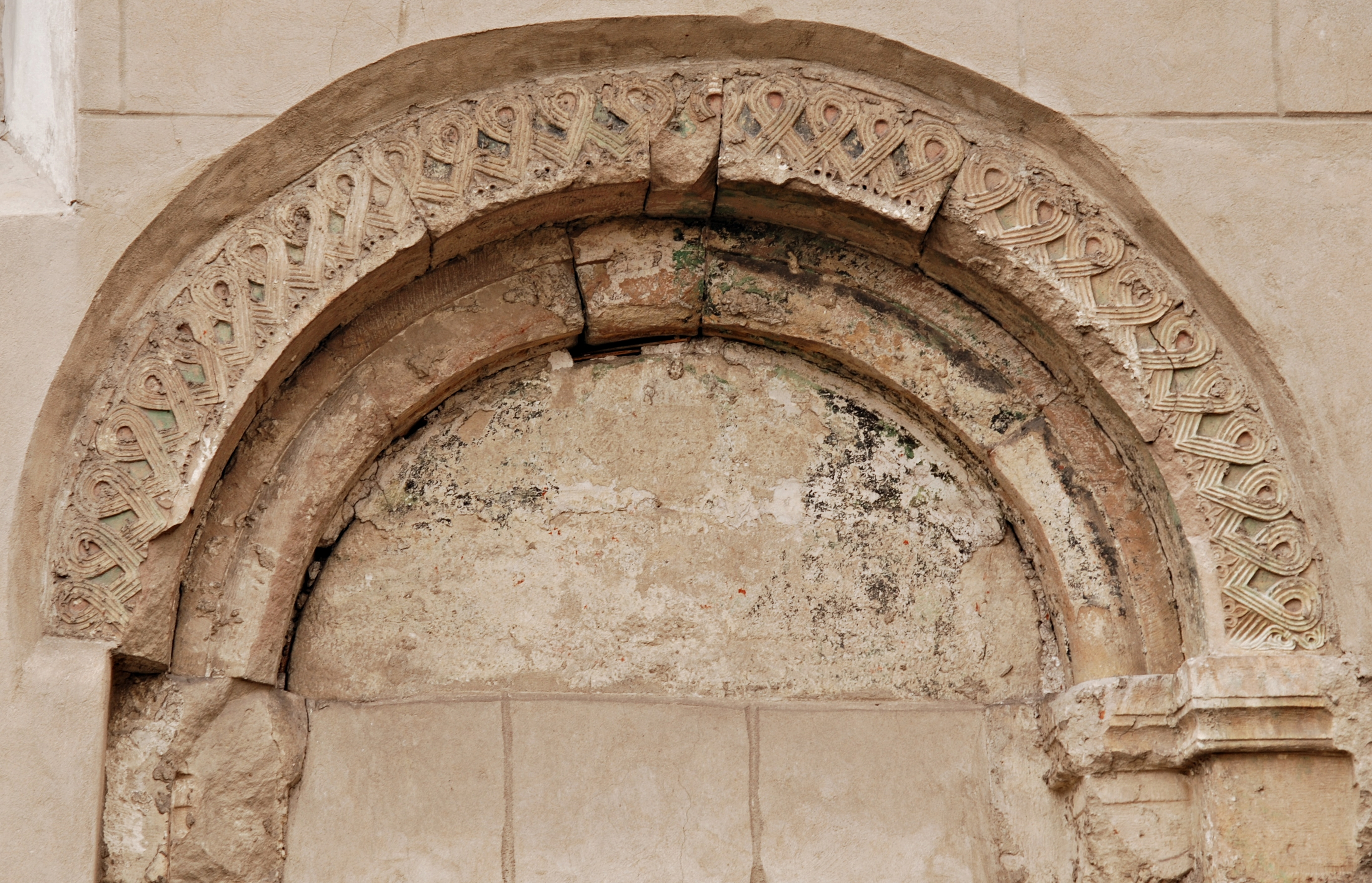
Chiesa di San Giovanni Battista a Prandocin, XII secolo
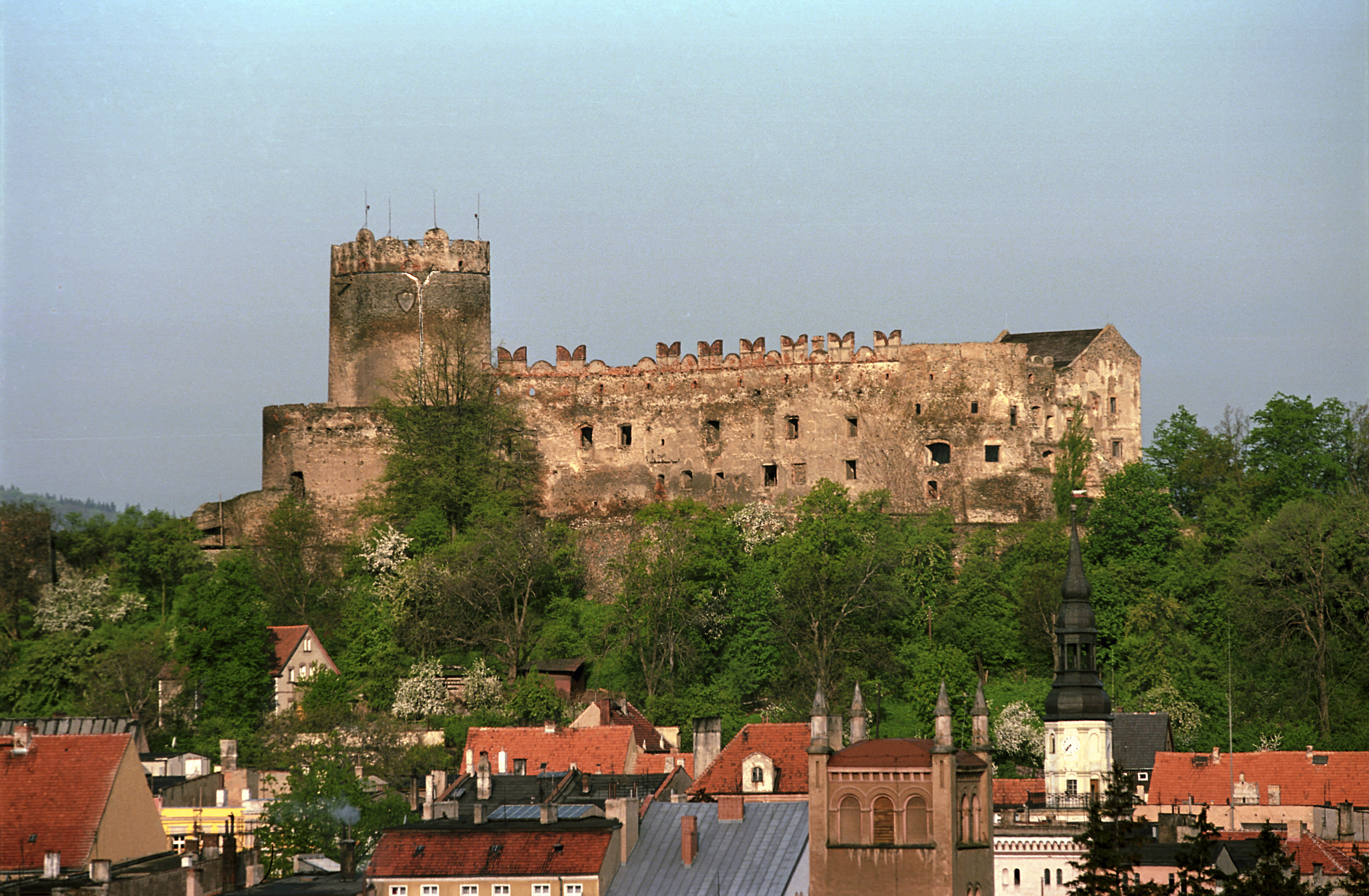
Castello di Bolko a Bolków
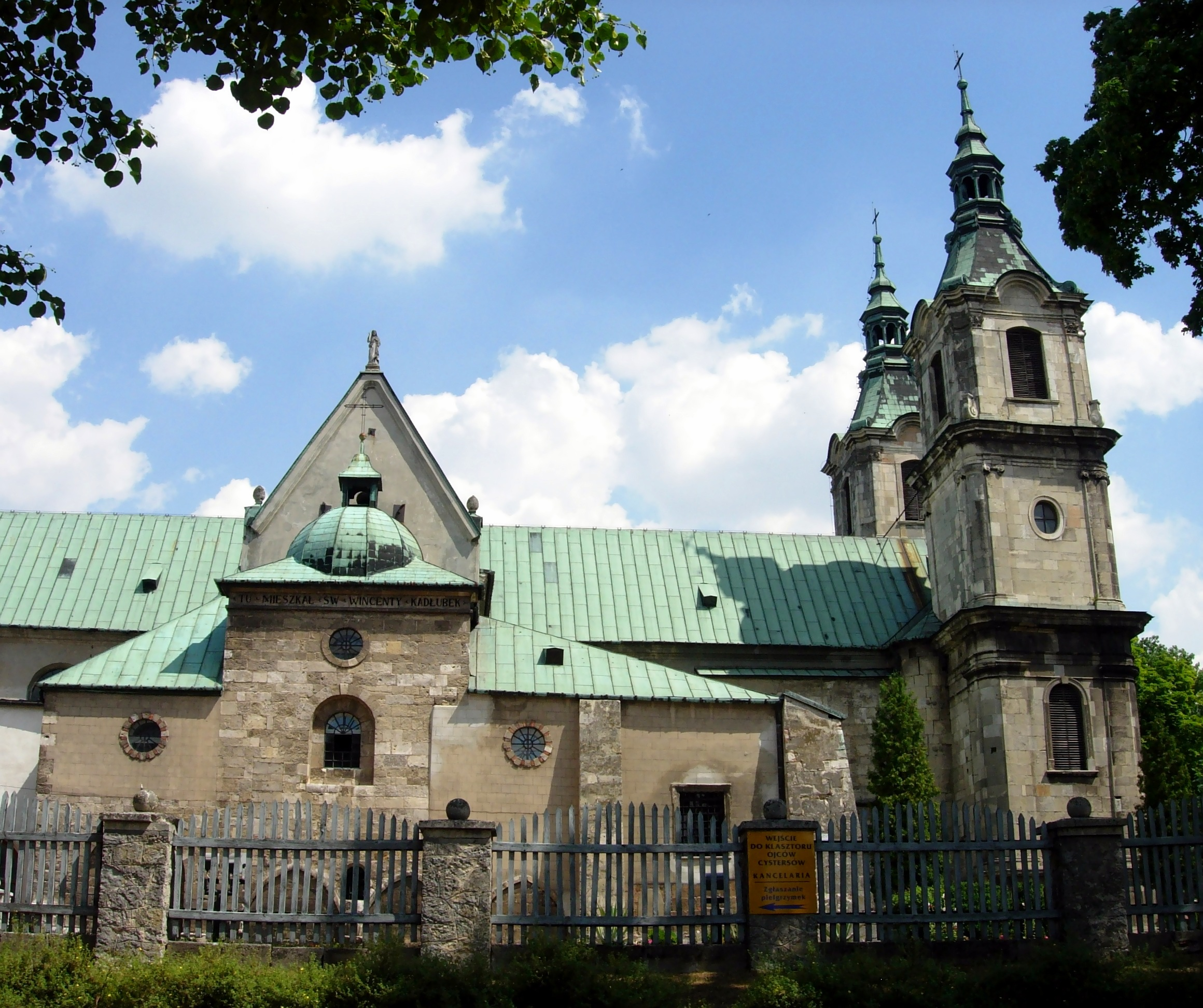
Monastero di Jędrzejów, 1140
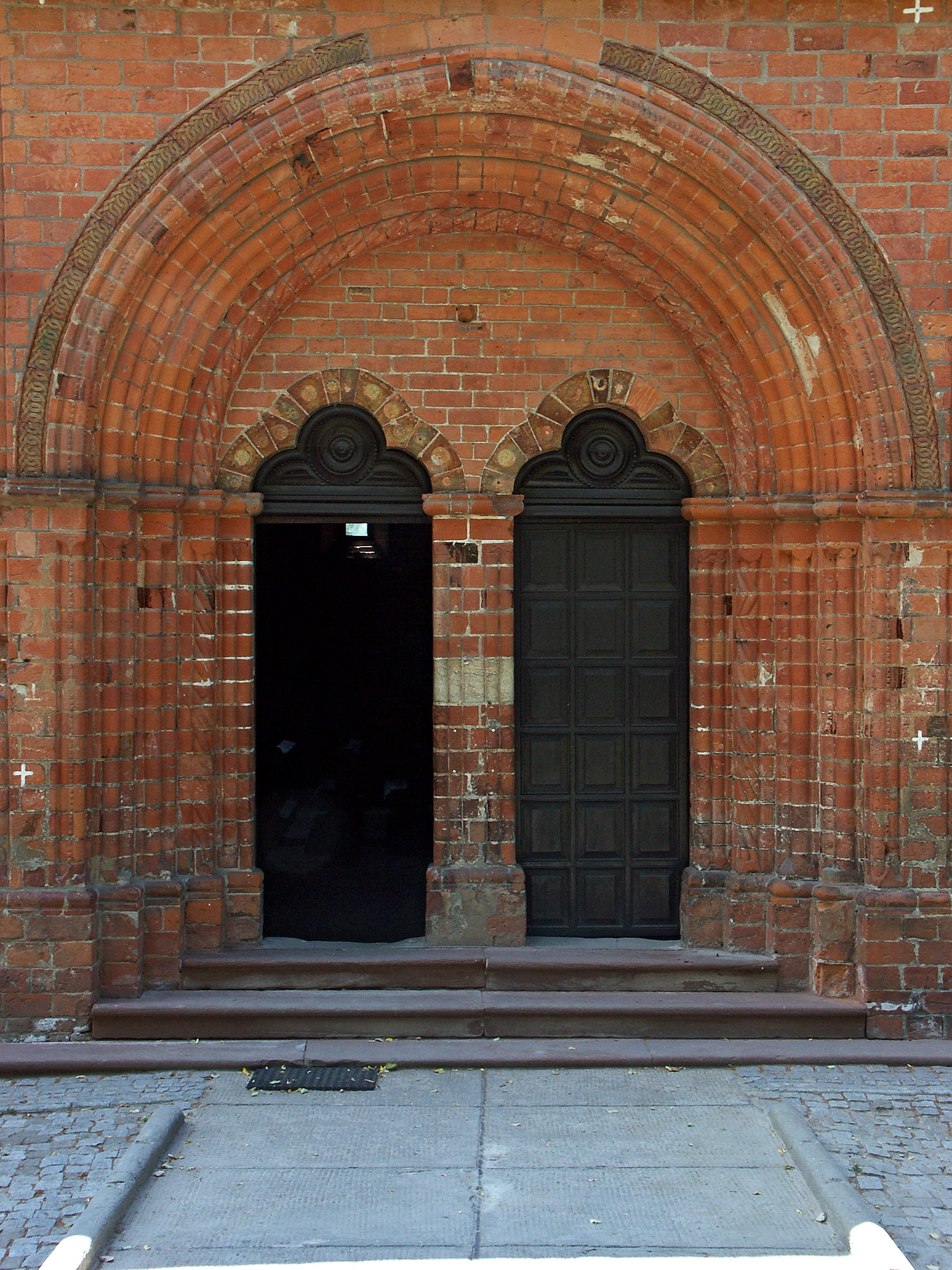
Portale della Chiesa dominicana a Sandomierz, 1236
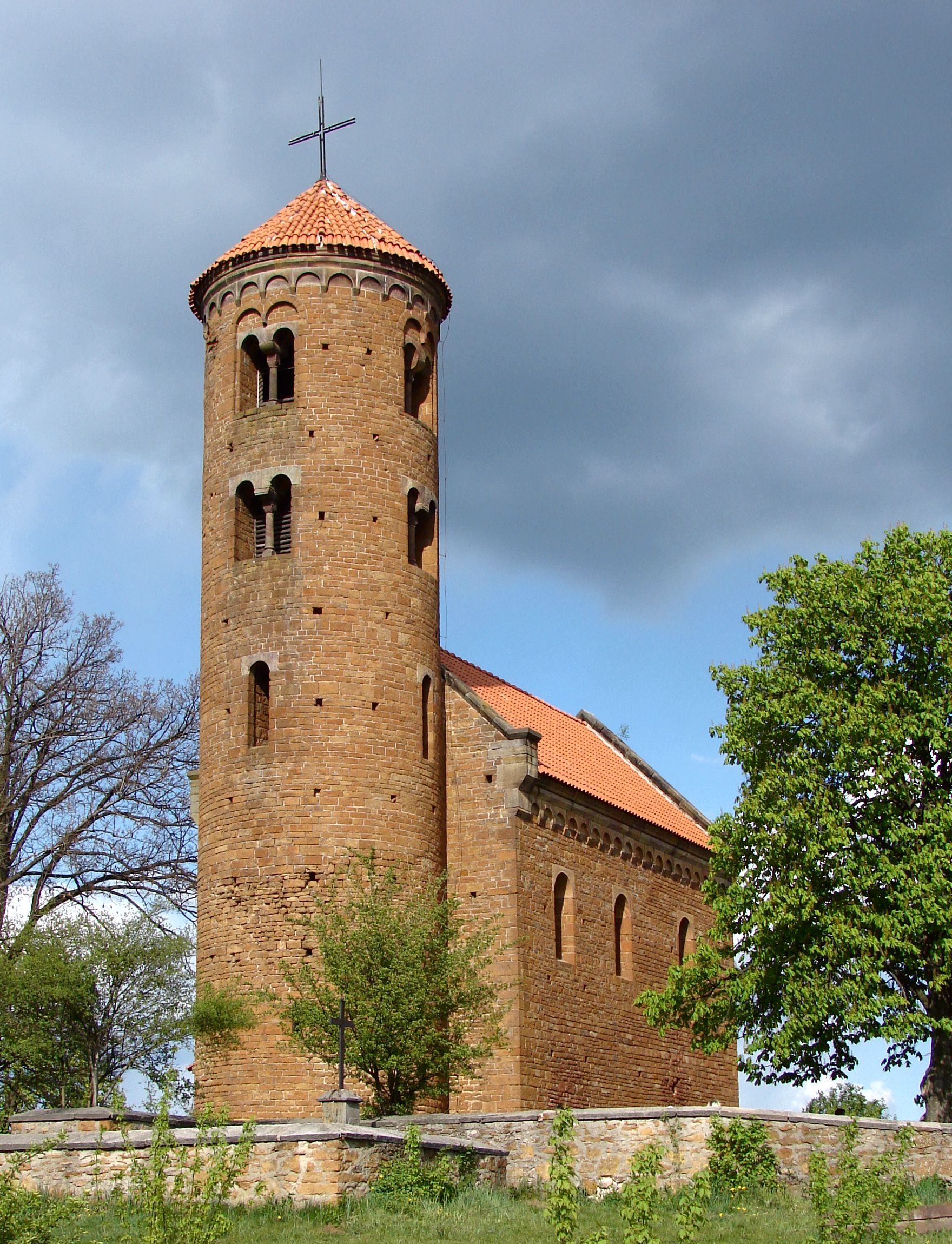
Inowłódz
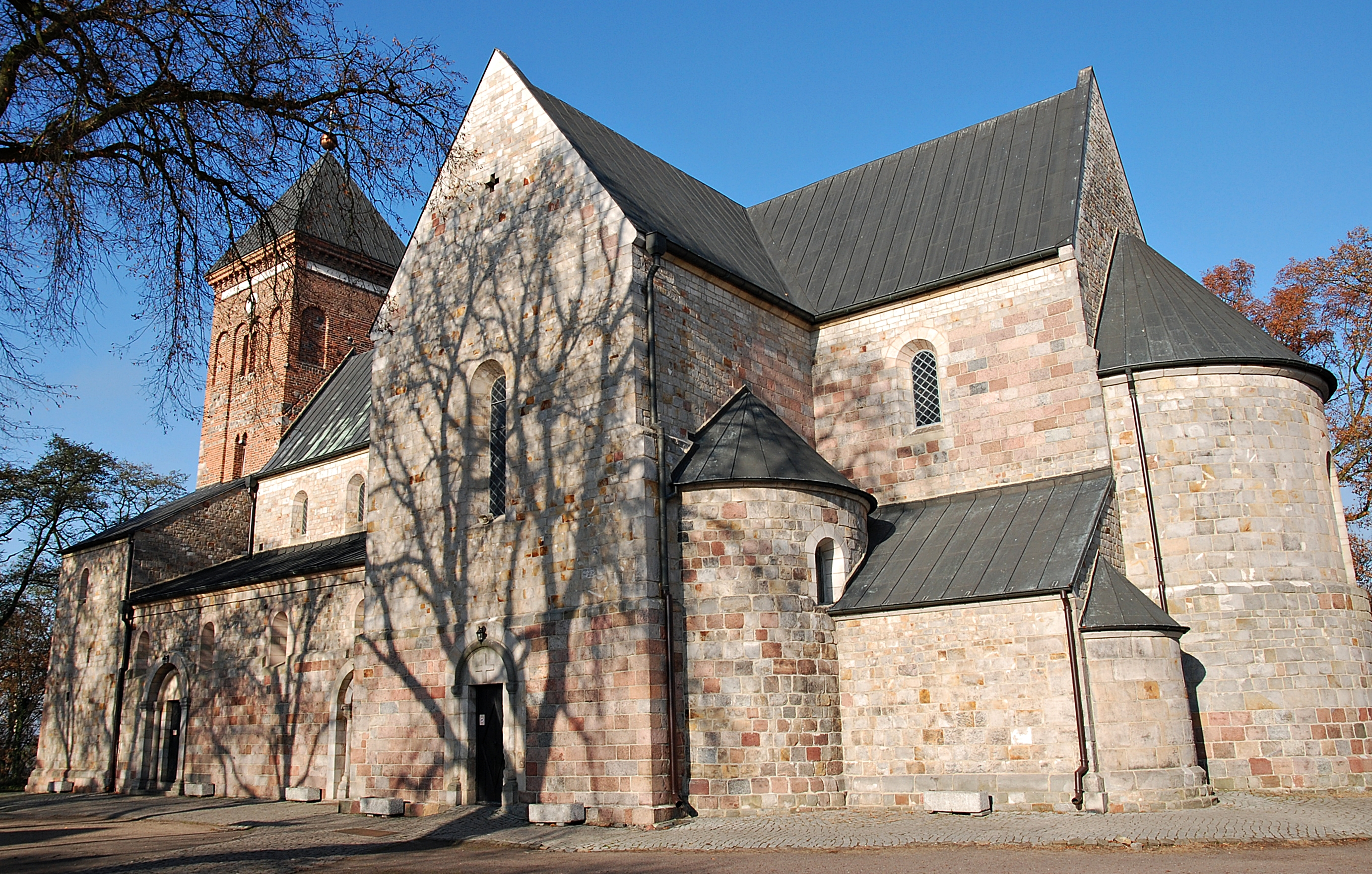
Chiesa collegiata, Kruszwica
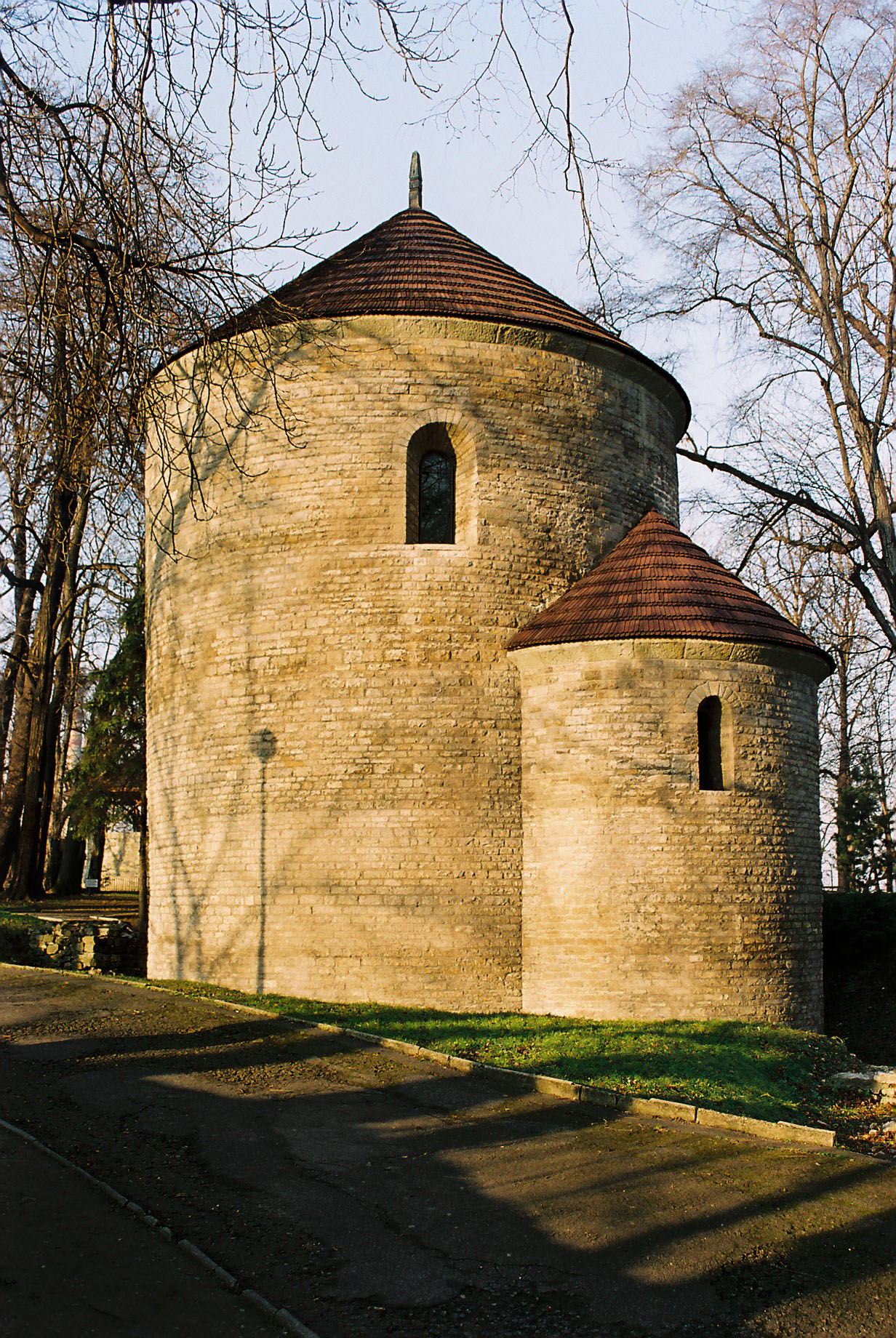
Rotonda di San Nicola, Cieszyn
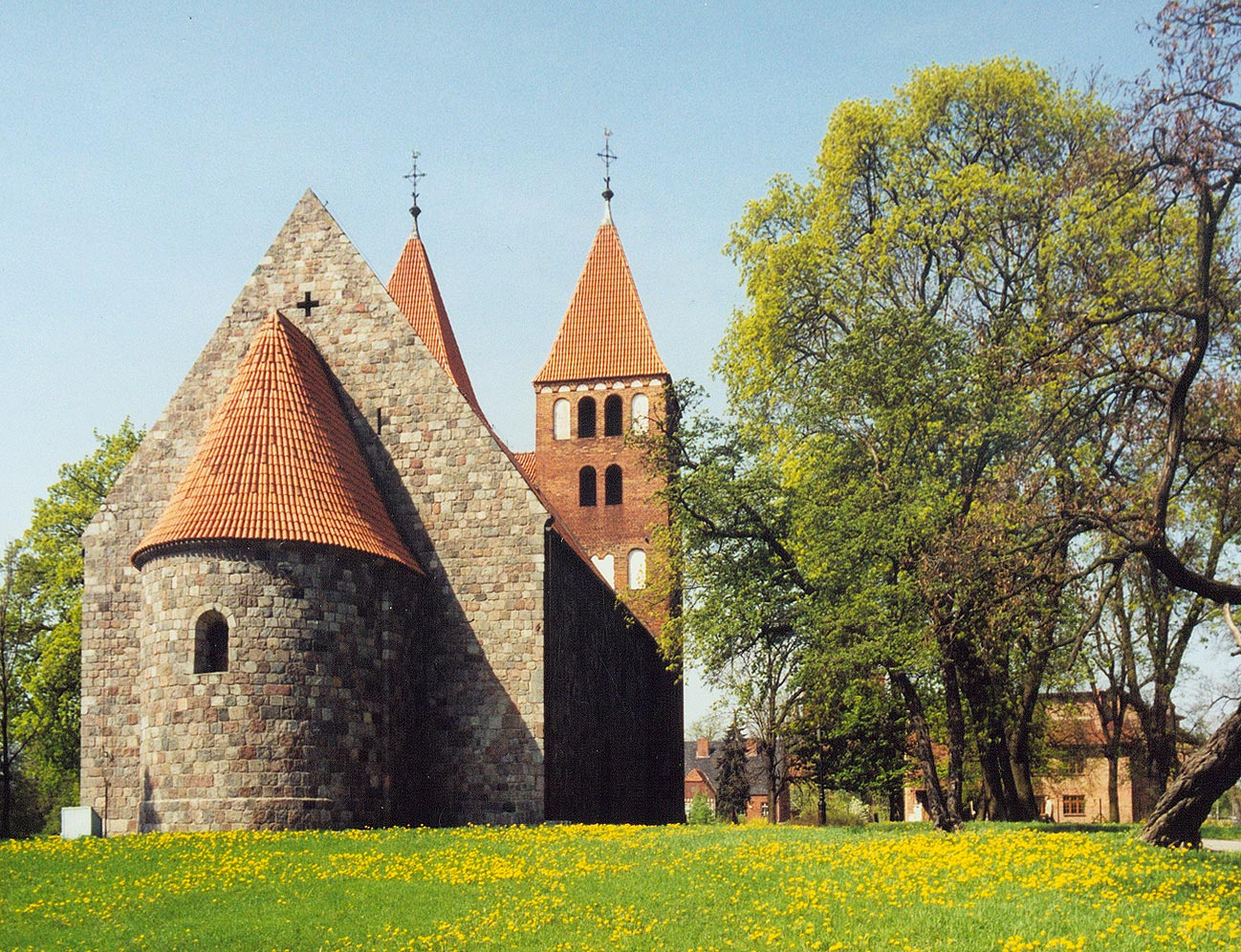
Chiesa di Santa Maria, Inowrocław
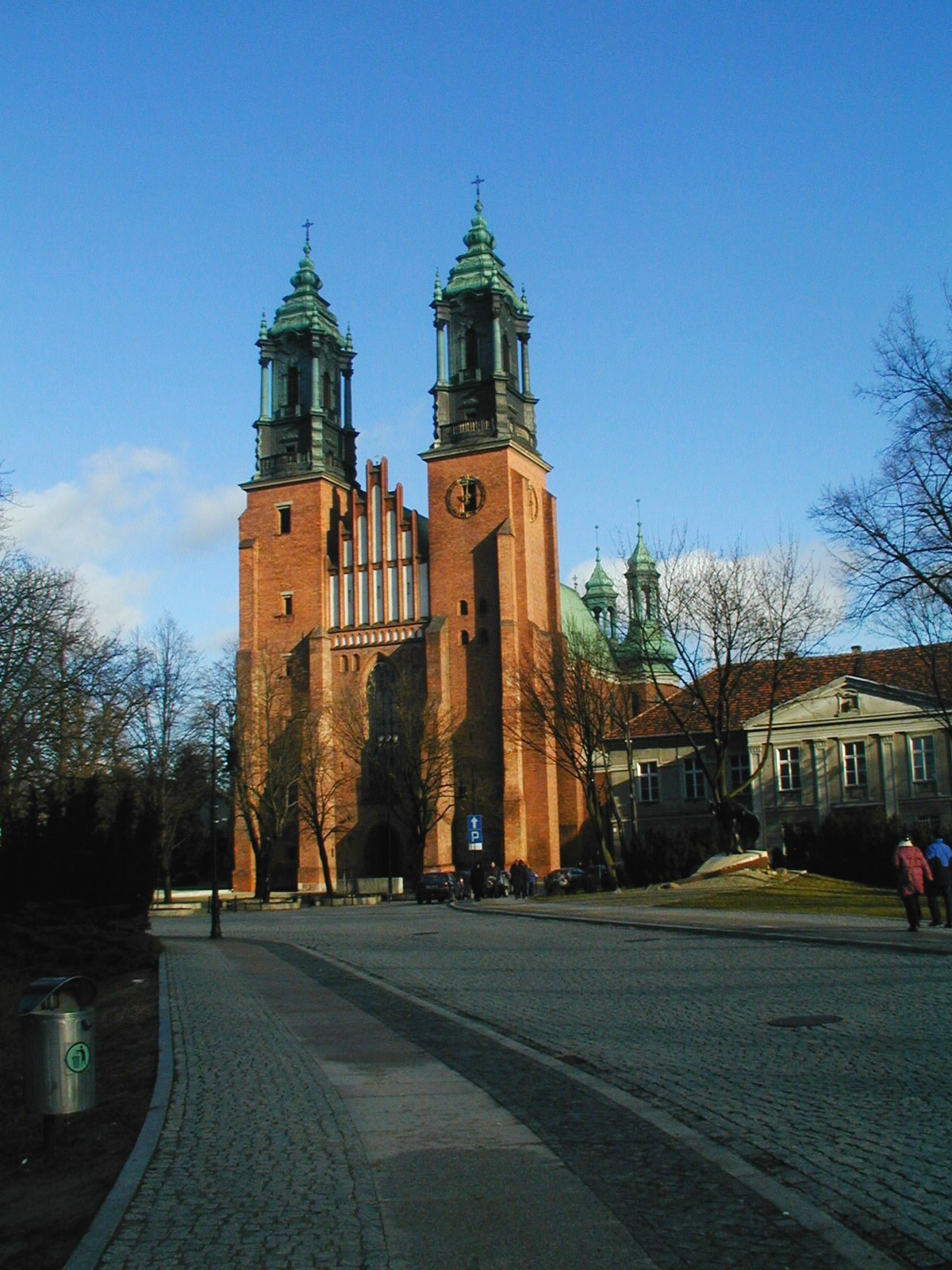
Basilica Arcicattedrale a Poznań, 1244-1406
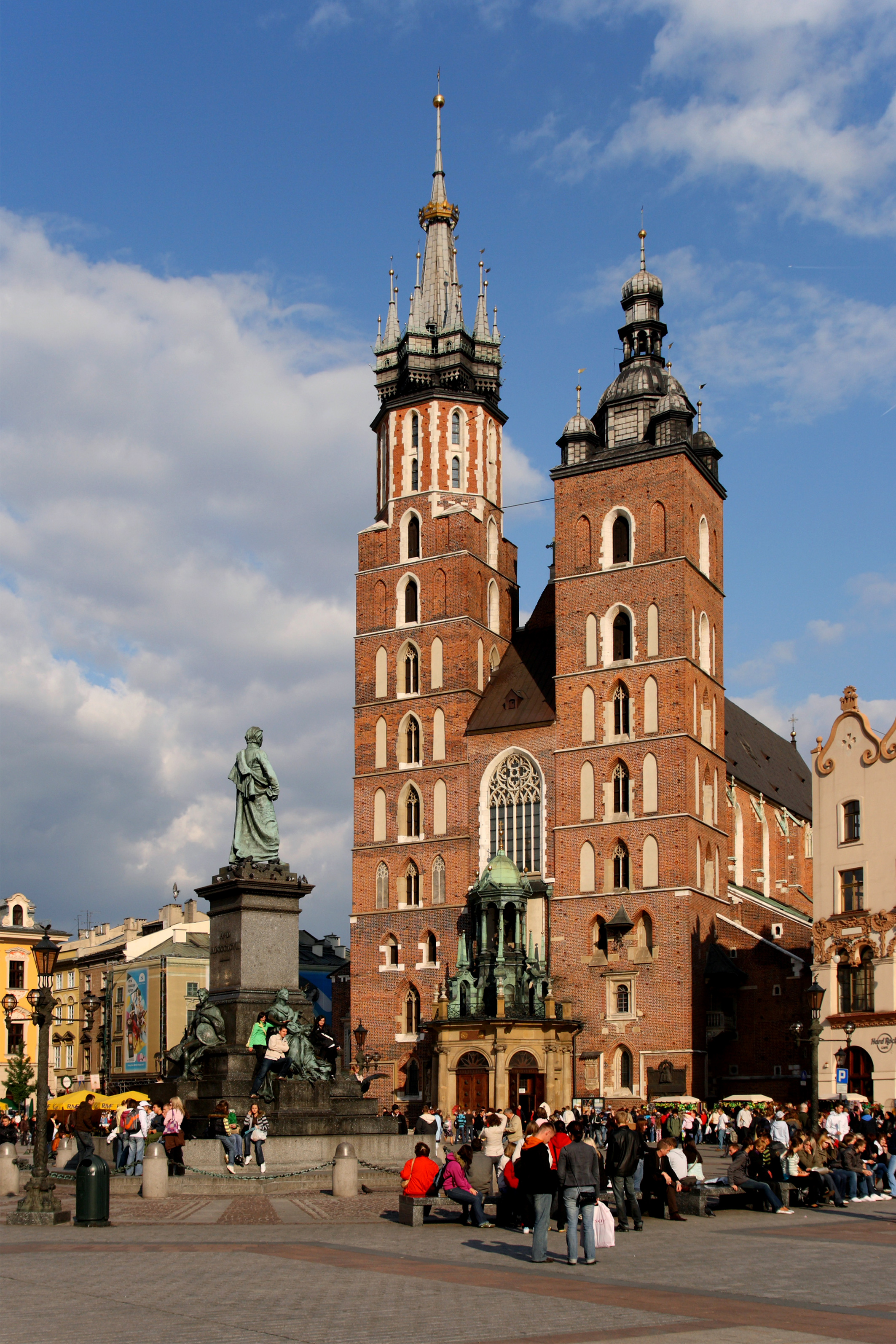
Basilica di Santa Maria a Cracovia, 1321-1331
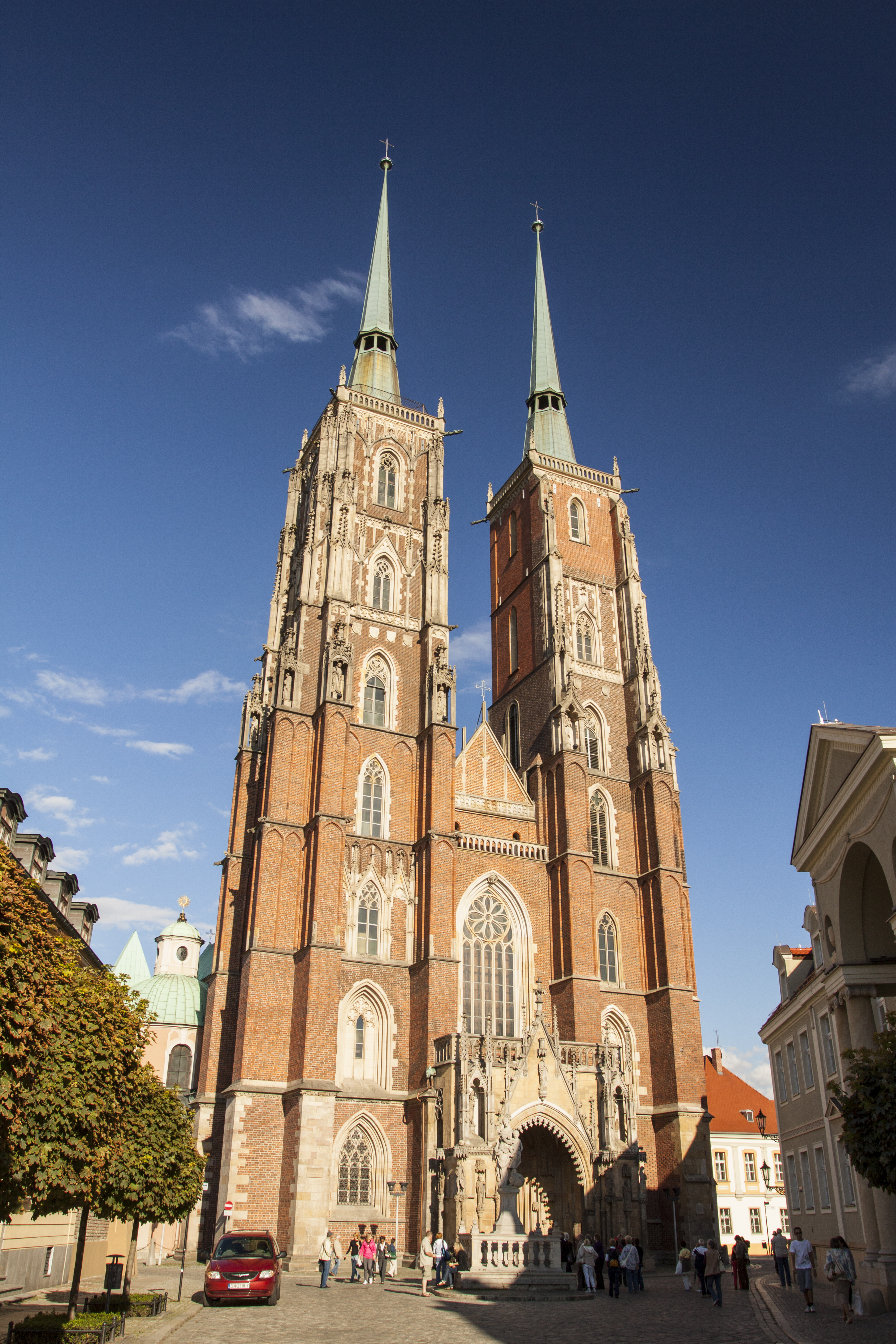
Cattedrale di San Giovanni Battista a Breslavia, 1244-1341
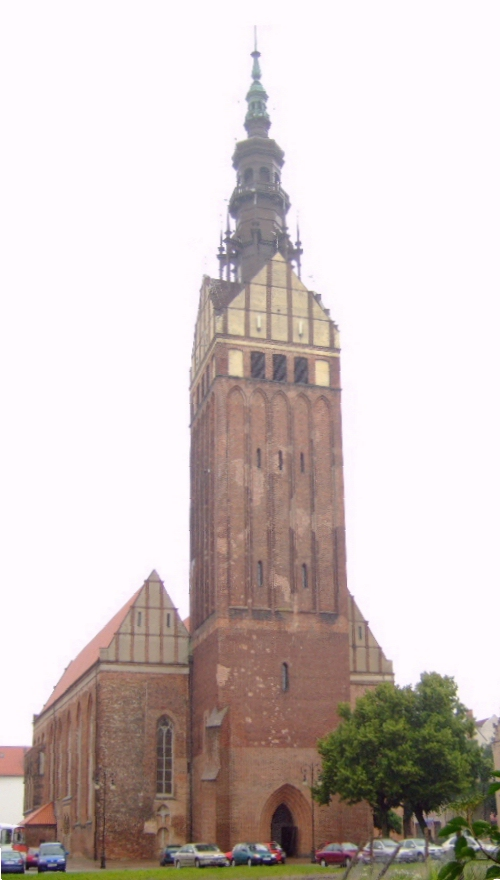
Cattedrale di San Nicola a Elbląg, 1247-XIV secolo